# グスタフ・ヘルグロッツ
グスタフ・ヘルグロッツ（Gustav Herglotz, 1881年2月2日 - 1953年3月22日）は、ボヘミア出身の数学者。研究の中で相対性理論と地震学のものが最もよく知られている。

## 経歴
1899年ウィーン大学で数学と天文学を学び、ルートヴィッヒ・ボルツマンの講義に出席していた。在学中に同輩であるポール・エーレンフェスト、ハンス・ハーン、ハインリヒ・ティーツェと交友を持つ。1900年にミュンヘン大学へ進み、1902年フーゴ・フォン・ゼーリガーの下で博士号を取得。その後ゲッティンゲン大学へ移りフェリックス・クラインの下ハビリテーション（欧州の大学における研究・教育のための資格）を得る。1904年に数学と天文学で私講師、次いで員外教授（ゲッティンゲン（1907年）、ウィーン（1908年）、ライプツィヒ（1909年））。1925年から（名誉教授になる1947年まで）再びゲッティンゲンでカール・ルンゲの後任として応用数学を担当。教え子にエミール・アルティンがいる。

## 業績
ヘルグロッツの仕事は地震学、数論、天体力学、電子の理論、特殊相対性理論、一般相対性理論、水理学、屈折の理論にわたる。
- 1904年、（当時まだ十分に整備されていなかった）特殊相対性理論においても成り立つような電磁ポテンシャル（4元ポテンシャル）の関係を定義した[1]。ヘルマン・ミンコフスキーは（アルノルト・ゾンマーフェルトによればある会話の中で）、電気力学の4次元的な対称性はヘルグロッツの論文の中に潜在的に含まれており、またそこで数学的に応用されていた[2]と指摘している。

- 1907年、ヘルグロッツは地震の理論に興味を持つようになり、エミール・ヴィーヘルトとともにヴィーヘルト‐ヘルグロッツ法（Wiechert–Herglotz method）を編み出した[3]。これは、既知の地震波の到達時刻から地球内部での波の速度分布を決定する技法である（逆問題）。彼はこの中である特殊なアーベル形積分方程式を解いている。

- ヘルグロッツ・ネーターの定理（英語版）は1909年に発表されたが[4]、これはフリッツ・ネーター（ドイツ語版、英語版）（1909）とは独立した発見であった。彼はこの定理を用いてボルン剛性（英語版）を満たす全ての可能な回転運動の形を分類した。この仕事の中で、ヘルグロッツはローレンツ変換が {\displaystyle R_{3}} における双曲運動（英語版）に対応していることを示し、それによって1-パラメータローレンツ変換を等角型、放物型、楕円型、双曲型に分類した。

- 1911年、ヘルグロッツの表現定理[5]（正調和関数（英語版）を参照）を定式化した[6]。これは単位円板 D 上の正則関数 f であって、 Re f ≥ 0 かつ f(0) = 1 を満たすものが、D の境界線上の確率測度 μ についての積分で表示できるという内容である。この定理によれば、このような関数が存在するための必要十分条件は

{\displaystyle \forall z\in D\ \ f(z)\ =\ \int _{\partial D}{\frac {\lambda +z}{\lambda -z}}\ d\mu (\lambda )}
を満たす測度 μ が存在するときである。さらに、確率測度は関数 f に対し一意に決まる。
- 1911年、相対論的弾性理論を定式化する[7]。この仕事の中で、任意の速度に対するベクトルのローレンツ変換を得ている（ローレンツ変換の歴史（英語版）を参照）[8]。

- 1916年には一般相対性理論に関する仕事もしている[9]。ヘンドリック・ローレンツ（1916）の先行する結果とは独立に、縮約されたリーマン曲率テンソルと曲率不変量（英語版）（curvature invariant）がどのように幾何学的に解釈できるかを示した[8]。

## 選集
- Gesammelte Schriften / Gustav Herglotz, edited for d. Akad. d. Wiss. in Göttingen by Hans Schwerdtfeger. XL, 652 p., Vandenhoeck & Ruprecht, Göttingen 1979, ISBN 3-525-40720-3.[10]
- Vorlesungen über die Mechanik der Kontinua / G. Herglotz, prepared by R. B. Guenther and H. Schwerdtfeger, Teubner-Archiv zur Mathematik; vol. 3, 251 p.: 1 Ill., graph. Darst.; 22 cm, Teubner, Leipzig 1985.
- Über die analytische Fortsetzung des Potentials ins Innere der anziehenden Massen, Preisschriften der Fürstlichen Jablonowskischen Gesellschaft zu Leipzig, VII, 52 pages, with 18 Fig.; Teubner, Leipzig (1914).[11]
- Über das quadratische Reziprozitätsgesetz in imaginären quadratischen Zahlkörpern, Ber. über d. Verh. d. königl. sächs. Gesellsch. d. Wissensch. zu Leipzig, pp. 303–310 (1921).